# 74509 Gillett
74509 Gillett è un asteroide della fascia principale. Scoperto nel 1999, presenta un'orbita caratterizzata da un semiasse maggiore pari a 3,1111048 UA e da un'eccentricità di 0,1380459, inclinata di 0,99413° rispetto all'eclittica.
L'asteroide è dedicato all'astronomo statunitense Frederick C. Gillett.